# Дронов, Павел Игоревич
Павел Игоревич Дронов (род. 22 марта 1993, Санкт-Петербург) — российский футболист, вратарь и игрок в пляжный футбол.

## Карьера
Воспитанник петербургской СДЮШОР «Зенит». В сезонах 2011/12 — 2012/13 был в системе «Зенита», провёл в молодёжном первенстве три матча в марте — апреле 2013, в которых пропустил 10 голов. В январе 2014 сыграл один тайм на сборах за нижегородскую «Волгу». В феврале 2014 на правах свободного агента перешёл в клуб первенства ПФЛ «Витязь» Подольск, но матчей не играл. Сезон 2014/15 провёл в команде третьего по силе дивизиона Португалии «Униан Лейрия», за который сыграл 11 матчей. В июле 2015 года был на просмотре в «Тосно». В сезонах 2015/16 — 2016/17 играл в ПФЛ за смоленский «Днепр».
В конце августа 2015 сыграл три матча в чемпионате России по пляжному футболу за петербургский «Кристалл», с 2017 года — игрок московского «Локомотива», в составе которого стал чемпионом России в 2017 году. 26 марта 2019 года покинул железнодорожников.
В 2019 году вернулся в Санкт-Петербург и выступал за любительскую команду «Маштех-Ядро», где провёл 5 матчей. Зимой был заявлен «Динамо» СПб для участия в Зимнем первенстве Санкт-Петербурга 2019/2020 и Зимнем турнире МРО «Северо-Запад» на призы Полпреда Президента России в СЗФО, но на поле в качестве вратаря команды не выходил. Во время Зимнего первенства Санкт-Петербурга 2020/2021 был заявлен в качестве игрока клуба «Авангард».